# Beautiful Day
«Beautiful Day» — перший сингл ірландського рок-гурту U2 з альбому All That You Can't Leave Behind. 2001 року пісня виграла 3 премії «Греммі» у номінаціях «Пісня року», «Запис року» та «Найкраще вокальне рок-виконання дуетом або гуртом». Beautiful Day звучала на кожному концерті Elevation Tour.

## Написання та запис
«Beautiful Day» була написана в кілька етапів, що беруть свій початок в композиції «Always» (пізніше випущеної як бі-сайд), під час яких гурт працював в маленькій студії в Hanover Quay Studio. Спочатку музикантам не подобалося, те, що в них виходило; як сказав гітарист Едж: «Для справжньої рок-пісні це було достатньо посередньо». Після того, як Боно написав текст «Beautiful Day», робота над піснею пішла в іншому напрямку. Бек-вокал Еджа для хору був зімпровізований одного разу вночі з со-продюсером Даніелем Лануа, як доповнення, яке він називав «ключем» до хору і новим текстам.
Під час запису альбому All That You Can't Leave Behind гурт вирішив дистанціюватися від своїх експериментів 1990-х з електронною танцювальною музикою та повернутися «до традиційного звуку U2». Водночас гурт шукав більш перспективний звук. Це призвело до суперечок серед музикантів, коли Едж грав на гітарі Gibson Explorer зі звуком, властивим ранньому матеріалу альбому War. Боно особливо пручався такому звучанню, але, в підсумку, Едж виграв суперечку. Як він пояснює: «Це було, оскільки ми придумували інноваційну музику, в якій, я відчував, у мене було право використовувати деякі характерні прийоми на гітарі». Незважаючи на те, що гурт хотів створити більш спрощений, звичайний звук, один з проривів пісні трапився після того, як со-продюсер Браян Іно надав їм «електронізації акордів з біт-боксом» і синтезував частину рядка на початку. Едж вважає, що контраст між цими більш електронними властивостями треку і його з Лануа бек-вокалом приніс користь пісні.